# 名所繪
名所繪（日语：名所絵，めいしょえ），為日本浮世繪中的風景畫風格，繪畫內容除了象徵時人對山明水秀的憧憬，也作為當時旅遊手冊資料的運用。「名所」這個用語源自江戶時期的觀念，也就是「開始關心與收集與某個場所相關的情報」。江戶時期政局穩定、交通便利並具有一定的經濟實力，名所繪就在當時旅遊風氣興盛下蓬勃發展。葛飾北齋的《富嶽三十六景》，與歌川廣重的《東海道五十三次》，為名所繪裡地位舉足輕重的作品，更奠定了往後名所繪畫風的發展。

## 歷史
起初，在浮世繪中對日本美麗風景的描繪，僅是對大首繪（美人繪）等主題畫作的點綴，最常見的題材是：日本江戶城周圍的風景。歌川廣重及葛飾北齋兩人確立了「名所繪」的風景畫風格。
後期，名所繪的功用除了滿足當時無遷徙和旅行自由的民眾對名山秀水的憧憬之外，也有做為旅行手冊的應用。20世紀初，日本也會鼓勵其殖民地的日本人將當地風景繪製成名所繪寄回給家人，例如日治時期《臺北名所圖繪十二景》。

## 知名畫家與其作品
- 葛飾北齋：《富嶽三十六景》、《諸國瀧迴り》

- 歌川廣重：《東海道五十三次》、《名所江戶百景》、《東都八景》（不忍落雁，佃島歸帆，洲崎晴嵐，兩國暮雪，高輪秋月，真乳夜雨，上野晚鍾，淺草夕照）

## 影響

### 對台影響
在日治時期，許多來台灣的日本老師，如石川欽一郎會鼓勵學生將在地的風景繪製下來做明信片寄回家裡。當時甚至還有在台北日日新報上面刊登一個專欄，叫做“台北名所導覽”。希望可以藉由此篇導覽去提高當地日本人遊覽後繪畫給家人的機會。其中，在台灣流傳下來最完整的名所繪即為《台北十二景》。作者在序中就已經有表達了自己此次作畫的目的，就是為了對家鄉的家人表達自己的思念，並把在台北看到的鄉土風景寄給家人以資思念之情。此作品為作者居住在台北城南時之作品，作品由城內到城外分別為《封面》、《新公園》、《榮町通》、《總督府夜景》、《植物園》、《大稻埕大橋》、《淡水河  觀音山遠望》、《龍山寺》、《水源地より臺北市街を眺む》、《新店溪》、《新店溪朝霞》、《北投溫泉》十二幅圖板。

### 對西方的影響
美國的印象派畫家惠特斯勒受到名所繪的風格影響，「藍色和金色的夜景」便以歌川廣重的「兩國橋之月出」為靈感。梵谷也臨摹過歌川廣重的名所江戶百景「新大橋」、「龜戶梅屋舖」等名所繪作品；名作《星夜》被認為其中的渦卷圖案參考了葛飾北齋的富嶽三十六景「神奈川沖浪裏」。